# Championnat de Russie de football de troisième division 2015-2016
Navigation
Édition précédente Édition suivante
La saison 2015-2016 de PFL est la vingt-quatrième édition de la troisième division russe. C'est la cinquième édition à suivre un calendrier « automne-printemps » à cheval sur deux années civiles. Elle prend place du 19 juillet 2015 au 31 mai 2016.
Soixante-deux clubs du pays sont divisés en cinq zones géographiques (Centre, Est, Ouest, Oural-Povoljié, Sud) contenant entre neuf et quinze équipes chacune, où ils s'affrontent deux à quatre fois, à domicile et à l'extérieur. En fin de saison, le dernier de chaque zone est relégué en quatrième division, tandis que le vainqueur de chaque zone est directement promu en deuxième division.

## Compétition

### Règlement
Le classement est établi sur le barème de points suivant : trois points pour une victoire, un pour un match nul et aucun pour une défaite. Pour départager les équipes à égalité de points, les critères suivants sont utilisés :
1. Nombre de matchs gagnés
2. Confrontations directes (points, matchs gagnés, différence de buts, buts marqués, buts marqués à l'extérieur)
3. Différence de buts générale
4. Buts marqués (général)
5. Buts marqués à l'extérieur (général)[1]

### Zone Centre

#### Participants
Légende des couleurs
- Relégué de deuxième division
- Promu de quatrième division

| Club                | D3 depuis | Classement 2014-2015 |
| ------------------- | --------- | -------------------- |
| Torpedo Moscou      | 2015      | 15 (D1)              |
| FK Riazan           | 2010      | 2                    |
| FK Tambov           | 2013      | 3                    |
| Lokomotiv Liski     | 2005      | 4                    |
| Zénith Penza        | 2010      | 5                    |
| FK Kalouga          | 2010      | 6                    |
| Metallourg Lipetsk  | 2010      | 7                    |
| Vitiaz Podolsk      | 2010      | 8                    |
| Avangard Koursk     | 2011      | 9                    |
| Dinamo Briansk      | 2013      | 10                   |
| FK Orel             | 2008      | 13                   |
| Tchertanovo Moscou  | 2014      | 15                   |
| Arsenal-2 Toula     | 2014      | 16                   |
| Energomach Belgorod | 2015      | 1 (D4, Tchernozem)   |

#### Classement
| Rang | Équipe                | Pts | J  | G  | N  | P  | Bp | Bc | Diff |
| ---- | --------------------- | --- | -- | -- | -- | -- | -- | -- | ---- |
| 1    | FK Tambov             | 54  | 26 | 15 | 9  | 2  | 41 | 19 | +22  |
| 2    | Energomach Belgorod P | 46  | 26 | 13 | 7  | 6  | 28 | 16 | +12  |
| 3    | FK Riazan             | 40  | 26 | 10 | 10 | 6  | 19 | 15 | +4   |
| 4    | Metallourg Lipetsk    | 40  | 26 | 9  | 13 | 4  | 26 | 21 | +5   |
| 5    | Avangard Koursk       | 39  | 26 | 10 | 9  | 7  | 33 | 22 | +11  |
| 6    | Lokomotiv Liski       | 39  | 26 | 9  | 12 | 5  | 27 | 19 | +8   |
| 7    | Zénith Penza          | 38  | 26 | 10 | 8  | 8  | 25 | 21 | +4   |
| 8    | FK Kalouga            | 33  | 26 | 9  | 6  | 11 | 24 | 27 | -3   |
| 9    | Dinamo Briansk        | 31  | 26 | 8  | 7  | 11 | 22 | 25 | -3   |
| 10   | Vitiaz Podolsk        | 31  | 26 | 8  | 7  | 11 | 31 | 32 | -1   |
| 11   | Tchertanovo Moscou    | 30  | 26 | 8  | 6  | 12 | 31 | 42 | -11  |
| 12   | Torpedo Moscou R      | 30  | 26 | 8  | 6  | 12 | 21 | 28 | -7   |
| 13   | FK Orel               | 22  | 26 | 5  | 7  | 14 | 9  | 25 | -16  |
| 14   | Arsenal-2 Toula       | 15  | 26 | 2  | 9  | 15 | 22 | 47 | -25  |

Promotion en deuxième division
- 1er : promotion

Relégation en quatrième division
- 6e : rétrogradation

Abréviations
- P : Promu de quatrième division
- R : Relégué de deuxième division

1. ↑  Le Lokomotiv Liski est rétrogradé à l'issue de la saison en raison de ses problèmes financiers.

### Zone Est

#### Participants
Légende des couleurs
- Relégué de deuxième division

| Club                         | D3 depuis | Classement 2014-2015 |
| ---------------------------- | --------- | -------------------- |
| Sakhaline Ioujno-Sakhalinsk  | 2015      | 16 (D2)              |
| Irtych Omsk                  | 2011      | 2                    |
| FK Novokouznetsk             | 2014      | 3                    |
| Smena Komsomolsk-sur-l'Amour | 2002      | 4                    |
| FK Tchita                    | 2010      | 5                    |
| Dinamo Barnaoul              | 2014      | 6                    |
| Iakoutia Iakoutsk            | 2011      | 7                    |
| Sibir-2 Novossibirsk         | 2011      | 8                    |
| Tom-2 Tomsk                  | 2014      | 9                    |

#### Classement
| Rang | Équipe                        | Pts | J  | G  | N  | P  | Bp | Bc | Diff |
| ---- | ----------------------------- | --- | -- | -- | -- | -- | -- | -- | ---- |
| 1    | Smena Komsomolsk-sur-l'Amour  | 49  | 24 | 14 | 7  | 3  | 45 | 25 | +20  |
| 2    | Sakhaline Ioujno-Sakhalinsk R | 48  | 24 | 14 | 6  | 4  | 40 | 17 | +23  |
| 3    | FK Tchita                     | 34  | 24 | 9  | 7  | 8  | 30 | 25 | +5   |
| 4    | Dinamo Barnaoul               | 31  | 24 | 7  | 10 | 7  | 33 | 29 | +4   |
| 5    | Irtych Omsk                   | 31  | 24 | 7  | 10 | 7  | 25 | 23 | +2   |
| 6    | Tom-2 Tomsk                   | 28  | 24 | 7  | 7  | 10 | 29 | 35 | -6   |
| 7    | Sibir-2 Novossibirsk          | 26  | 24 | 7  | 5  | 12 | 29 | 42 | -13  |
| 8    | Iakoutia Iakoutsk             | 25  | 24 | 6  | 7  | 11 | 39 | 49 | -10  |
| 9    | FK Novokouznetsk              | 20  | 24 | 5  | 5  | 14 | 24 | 48 | -24  |

Relégation en quatrième division
- 6e à 8e : rétrogradation

- 9e : abandon

Abréviations
- R : Relégué de deuxième division

1. ↑  Le Smena Komsomolsk-sur-l'Amour refuse d'être promu en deuxième division à l'issue de la saison.
2. 1 2  Les équipes 2 du Tom Tomsk et du Sibir Novossibirsk sont dissoutes à l'issue de la saison.
3. ↑  Le Iakoutia Iakoutsk est exclu de la compétition par la fédération russe de football à l'issue de la saison pour avoir refusé de prendre part aux deux derniers matchs de la saison. Ces deux matchs restants sont comptés comme des défaites sur tapis vert sur le score de 3-0 en faveur de l'équipe adverse.
4. ↑  Le FK Novokouznetsk abandonne la compétition en janvier 2016 pour des raisons financières[2]. Ses matchs restants sont comptés comme des défaites sur tapis vert sur le score de 3-0 en faveur de l'équipe adverse.

### Zone Ouest

#### Participants
Légende des couleurs
- Promu de quatrième division
- Relégué de deuxième division

| Club                           | D3 depuis | Classement 2014-2015 |
| ------------------------------ | --------- | -------------------- |
| Dinamo Saint-Pétersbourg       | 2015      | 18 (D2)              |
| Stroguino Moscou               | 2013      | 3                    |
| FK Khimki                      | 2013      | 4                    |
| Tekstilchtchik Ivanovo         | 2008      | 5                    |
| FK Dolgoproudny                | 2012      | 6                    |
| Torpedo Vladimir               | 2013      | 8                    |
| Pskov-747                      | 2008      | 9                    |
| Domodedovo Moscou              | 2014      | 10                   |
| Volga Tver                     | 2004      | 11                   |
| Soliaris Moscou                | 2014      | 12                   |
| Spartak Kostroma               | 1998      | 13                   |
| Dniepr Smolensk                | 2009      | 14                   |
| FK Kolomna                     | 2013      | 15                   |
| Znamia Trouda Orekhovo-Zouïevo | 2007      | 16                   |
| Karelia Petrozavodsk           | 2015      | 1 (D4, Nord-Ouest)   |

#### Classement
| Rang | Équipe                         | Pts | J  | G  | N  | P  | Bp | Bc | Diff |
| ---- | ------------------------------ | --- | -- | -- | -- | -- | -- | -- | ---- |
| 1    | FK Khimki                      | 69  | 28 | 21 | 6  | 1  | 53 | 14 | +39  |
| 2    | FK Dolgoproudny                | 55  | 28 | 17 | 4  | 7  | 49 | 30 | +19  |
| 3    | Soliaris Moscou                | 55  | 28 | 17 | 4  | 7  | 50 | 24 | +26  |
| 4    | Tekstilchtchik Ivanovo         | 53  | 28 | 15 | 8  | 5  | 49 | 23 | +26  |
| 5    | Torpedo Vladimir               | 51  | 28 | 14 | 9  | 5  | 37 | 24 | +13  |
| 6    | Spartak Kostroma               | 47  | 28 | 14 | 5  | 9  | 42 | 33 | +9   |
| 7    | Dinamo Saint-Pétersbourg R     | 47  | 28 | 14 | 5  | 9  | 44 | 31 | +13  |
| 8    | Pskov-747                      | 38  | 28 | 11 | 5  | 12 | 38 | 38 | 0    |
| 9    | Stroguino Moscou               | 33  | 28 | 8  | 9  | 11 | 35 | 32 | +3   |
| 10   | Dniepr Smolensk                | 31  | 28 | 7  | 10 | 11 | 26 | 32 | -6   |
| 11   | Volga Tver                     | 28  | 28 | 7  | 7  | 14 | 26 | 43 | -17  |
| 12   | Znamia Trouda Orekhovo-Zouïevo | 25  | 28 | 7  | 4  | 17 | 28 | 54 | -26  |
| 13   | Domodedovo Moscou              | 22  | 28 | 5  | 7  | 16 | 30 | 52 | -22  |
| 14   | Karelia Petrozavodsk P         | 22  | 28 | 5  | 5  | 18 | 26 | 58 | -32  |
| 15   | FK Kolomna                     | 10  | 28 | 2  | 4  | 22 | 20 | 65 | -45  |

Promotion en deuxième division
- 1er : promotion

Relégation en quatrième division
- 14e : rétrogradation

Abréviations
- P : Promu de quatrième division
- R : Relégué de deuxième division

1. ↑  Le Karelia Petrozavodsk est rétrogradé à l'issue de la saison en raison de ses problèmes financiers.

### Zone Oural-Povoljié

#### Participants
Légende des couleurs
- Relégué de deuxième division
- Promu de quatrième division

| Club                           | D3 depuis | Classement 2014-2015 |
| ------------------------------ | --------- | -------------------- |
| Khimik Dzerjinsk               | 2015      | 17 (D2)              |
| Zénith Ijevsk                  | 2011      | 2                    |
| Syzran-2003                    | 2011      | 3                    |
| FK Tcheliabinsk                | 1998      | 4                    |
| Volga Oulianovsk               | 2009      | 6                    |
| Nosta Novotroïtsk              | 2010      | 7                    |
| Neftekhimik Nijnekamsk         | 2014      | 8                    |
| Lada Togliatti                 | 2012      | 9                    |
| Dinamo Kirov                   | 1999      | 10                   |
| Volga-Olimpiets Nijni Novgorod | 2015      | Formation            |

#### Classement
| Rang | Équipe                           | Pts | J  | G  | N | P  | Bp | Bc | Diff |
| ---- | -------------------------------- | --- | -- | -- | - | -- | -- | -- | ---- |
| 1    | Neftekhimik Nijnekamsk           | 60  | 27 | 29 | 6 | 3  | 56 | 15 | +41  |
| 2    | Zénith Ijevsk                    | 54  | 27 | 17 | 3 | 7  | 49 | 25 | +24  |
| 3    | Volga-Olimpiets Nijni Novgorod P | 53  | 27 | 15 | 8 | 4  | 38 | 19 | +19  |
| 4    | Syzran-2003                      | 46  | 27 | 13 | 7 | 7  | 35 | 29 | +6   |
| 5    | FK Tcheliabinsk                  | 44  | 27 | 13 | 5 | 9  | 41 | 27 | +14  |
| 6    | Volga Oulianovsk                 | 35  | 27 | 10 | 5 | 12 | 33 | 32 | +1   |
| 7    | Nosta Novotroïtsk                | 28  | 27 | 7  | 7 | 13 | 33 | 41 | -8   |
| 8    | Khimik Dzerjinsk R               | 25  | 27 | 7  | 4 | 16 | 28 | 54 | -26  |
| 9    | Lada Togliatti                   | 22  | 27 | 5  | 7 | 15 | 23 | 56 | -33  |
| 10   | Dinamo Kirov                     | 9   | 27 | 1  | 6 | 20 | 18 | 56 | -38  |

Promotion en deuxième division
- 1er : promotion

Relégation en quatrième division
- 8e : rétrogradation

Abréviations
- P : Promu de quatrième division
- R : Relégué de deuxième division

1. ↑  Le Khimik Dzerjinsk est dissous à l'issue de la saison.

### Zone Sud

#### Participants
Légende des couleurs
- Promu de quatrième division

| Club                       | D3 depuis | Classement 2014-2015 |
| -------------------------- | --------- | -------------------- |
| Tchernomorets Novorossiisk | 2012      | 3                    |
| Afips Afipski              | 2014      | 4                    |
| Dinamo Stavropol           | 2006      | 5                    |
| MITOS Novotcherkassk       | 2010      | 6                    |
| Machouk-KMV Piatigorsk     | 2009      | 7                    |
| Spartak Naltchik           | 2014      | 8                    |
| Droujba Maïkop             | 1999      | 10                   |
| Biolog-Novokoubansk        | 2011      | 11                   |
| Angoucht Nazran            | 2014      | 12                   |
| Alania Vladikavkaz         | 2014      | 14                   |
| FK Astrakhan               | 2000      | 15                   |
| FK Krasnodar-2             | 2013      | 16                   |
| Terek-2 Grozny             | 2013      | 17                   |
| SKA Rostov                 | 2015      | 1 (D4, Sud)          |

#### Classement
| Rang | Équipe                     | Pts | J  | G  | N | P  | Bp | Bc | Diff |
| ---- | -------------------------- | --- | -- | -- | - | -- | -- | -- | ---- |
| 1    | Spartak Naltchik           | 63  | 26 | 19 | 6 | 1  | 43 | 6  | +37  |
| 2    | Afips Afipski              | 49  | 26 | 15 | 4 | 7  | 35 | 27 | +8   |
| 3    | FK Krasnodar-2             | 48  | 26 | 14 | 6 | 6  | 53 | 26 | +27  |
| 4    | Tchernomorets Novorossiisk | 48  | 26 | 14 | 6 | 6  | 35 | 22 | +13  |
| 5    | Angoucht Nazran            | 41  | 26 | 11 | 8 | 7  | 24 | 17 | +7   |
| 6    | SKA Rostov P               | 38  | 26 | 11 | 5 | 10 | 34 | 24 | +10  |
| 7    | Machouk-KMV Piatigorsk     | 35  | 26 | 10 | 5 | 11 | 26 | 32 | -6   |
| 8    | Dinamo Stavropol           | 35  | 26 | 9  | 8 | 9  | 30 | 30 | 0    |
| 9    | Terek-2 Grozny             | 31  | 26 | 8  | 7 | 11 | 32 | 31 | +1   |
| 10   | Biolog-Novokoubansk        | 27  | 26 | 7  | 6 | 13 | 21 | 34 | -13  |
| 11   | Alania Vladikavkaz         | 25  | 26 | 6  | 7 | 13 | 19 | 37 | -18  |
| 12   | MITOS Novotcherkassk       | 23  | 26 | 6  | 5 | 15 | 30 | 48 | -18  |
| 13   | FK Astrakhan               | 21  | 26 | 5  | 6 | 15 | 23 | 49 | -26  |
| 14   | Droujba Maïkop             | 20  | 26 | 5  | 5 | 16 | 22 | 44 | -22  |

Promotion en deuxième division
- 1er : promotion

Relégation en quatrième division
- 9e, 12e et 13e : rétrogradé

Abréviations
- P : Promu de quatrième division

1. 1 2 3  L'équipe 2 du Terek Grozny, le MITOS Novotcherkassk et le FK Astrakhan sont dissous à l'issue de la saison.